# Dolichopeza (Nesopeza) cuneata
Dolichopeza (Nesopeza) cuneata is een tweevleugelige uit de familie langpootmuggen (Tipulidae). De soort komt voor in het Oriëntaals gebied.